# Roswitha Stolfa
Roswitha Stolfa (* 15. Februar 1942 in Mansfeld) ist eine ehemalige Politikerin der PDS. Sie vertrat ihre Partei als Abgeordnete 1990 in der Volkskammer und im Bundestag – sowie von 1994 bis 2002 im Landtag von Sachsen-Anhalt.

## Leben
Stolfa wurde am 15. Februar 1942 als Roswitha Helene Hebestadt in Mansfeld geboren. Während ihrer Schulzeit in Mansfeld und Hettstedt war sie Schülerin der Kinder- und Jugendsportschule Hettstedt. Ihr Abitur machte sie 1960 an der EOS Hettstedt. Anschließend nahm Stolfa ein Lehrerstudium für Deutsch und Geschichte an der PH Dresden auf, welches sie 1964 als Fachlehrerin abschloss.
Sie unterrichtete an der EOS „Karl-Marx“ in Halle-Neustadt, 1989 wurde sie Studienrätin. Nach dem Ausscheiden aus dem Bundestag bis zu ihrem Einzug in den Landtag von Sachsen-Anhalt unterrichtete sie 1991 bis 1994 an einem Gymnasium in Halle-Neustadt.

## Politik
Stolfa wurde 1964 Mitglied der SED. Sie war Mitglied von Schulparteileitungen. Politisch engagiert im Herbst 89, wurde sie 1990 in den Landesvorstand der PDS Sachsen-Anhalt gewählt und kandidierte zur Volkskammerwahl 1990 für die PDS im Bezirk Halle.
Da die PDS in diesem Bezirk sechs Mandate erringen konnte, wurde Stolfa Abgeordnete der Volkskammer. Sie gehörte außerdem zu den 144 Abgeordneten, die am 3. Oktober 1990 in den Deutschen Bundestag einzogen.
1994 gewann sie bei den Landtagswahlen 1994 in Sachsen-Anhalt ein Direktmandat. Im Landtag wurde sie zu einer der beiden Vizepräsidenten gewählt. 1998 zog sie wieder in den Landtag ein und wurde abermals zu einer der Vizepräsidentinnen gewählt.
2002 kandidierte Stolfa nicht wieder und ging in den Ruhestand.